# Menno Coehoorn van Scheltinga (1778-1820)
Menno Coehoorn van Scheltinga (Heerenveen, 30 augustus 1778 - aldaar, 22 mei 1820) was een Nederlands bestuurder.

## Biografie
Van Scheltinga was een zoon van Martinus van Scheltinga (1736-1799), grietman van Schoterland, en Wisckje van Bouricius (1742-1795). Hij werd op 13 september 1778 gedoopt in Heerenveen. Menno is een telg van de familie Van Scheltinga.
Menno was in 1809 baljuw van Aengwirden en Schoterland. Tussen 1811 en 1818 was hij vrederechter te Heerenveen. Vervolgens was hij in 1813 president van de Kantonale vergaderingen in het arrondissement Heerenveen. Van Scheltinga was in 1814 lid van de Vergadering van Notabelen waarbij vergaderd werd over de Grondwet. Hij was tevens lid van de Provinciale Staten van Friesland. In 1816 volgde hij zijn vader op als grietman van Schoterland. Na zijn overlijden volgde zijn zwager Pompejus Onno van Vierssen hem op in dit ambt.
Bij Koninklijk besluit van 21 juli 1818, nr. 16 werd Van Scheltinga in de Nederlandse adel verheven. Deze tak Coehoorn van Scheltinga stierf in 1848 in mannelijke lijn uit.

## Huwelijk en kinderen
Van Scheltinga trouwde op 20 september 1801 te Langweer met Catharina Johanna van Eysinga (1778-1850). Catharina Johanna was een dochter van Frans Julius Johan van Eysinga (1752-1828), onder meer grietman van Doniawerstal, en Clara Tjallinga Aebinga van Humalda (1756-1830). Zij kregen samen de volgende kinderen:
- Wiskje Coehoorn van Scheltinga (1802-1879), trouwde met Hobbe Baerdt van Sminia, Statenlid, grietman van Tietjerksteradeel en aansluitend burgemeester van Tietjerksteradeel. Met haar overlijden stierf de tak Coehoorn van Scheltinga uit.
- Martinus Coehoorn van Scheltinga (1804-1848), lid van de Ridderschap en advocaat. Met zijn overlijden stierf de tak Coehoorn van Scheltinga in mannelijke lijn uit.
- Clara van Coehoorn van Scheltinga (1806-1875), trouwde met Arent Johannes van Sminia (1806-1857), Statenlid en broer van Hobbe Baerdt van Sminia.
- Cecilia Catharina Coehoorn van Scheltinga (1808-1835), ongehuwd overleden.

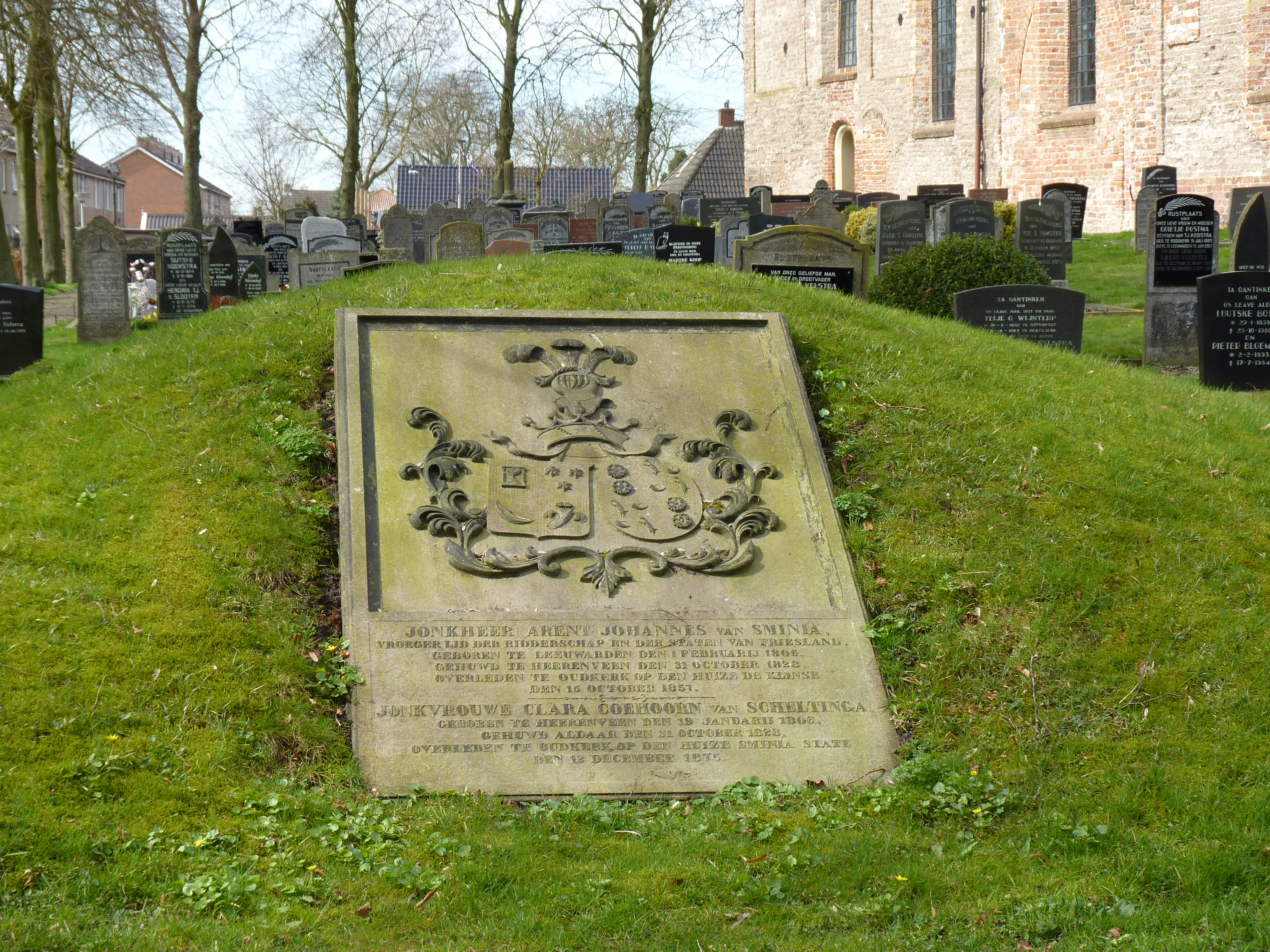
Grafheuvel van Arent Johannes van Sminia en zijn vrouw Clara Coehoorn van Scheltinga in Oudkerk.